# Enoplognatha mandibularis
Enoplognatha mandibularis är en spindelart som först beskrevs av Lucas 1846.  Enoplognatha mandibularis ingår i släktet Enoplognatha och familjen klotspindlar. Inga underarter finns listade i Catalogue of Life.